# Vasileuți
Vasileuți è un comune della Moldavia situato nel distretto di Rîșcani di 3.235 abitanti al censimento del 2004

## Località
Il comune è formato dall'insieme delle seguenti località (popolazione 2004):
- Vasileuți (1.418 abitanti)
- Ciubara (429 abitanti)
- Mihăilenii Noi (251 abitanti)
- Moșeni (692 abitanti)
- Știubeieni (445 abitanti)